# Passat perifràstic de l'indicatiu (català)
El passat perifràstic en català és un temps verbal utilitzat per a expressar accions del passat. Es forma amb unes formes auxiliars del verb anar i el verb principal en infinitiu. És una de les perífrasis verbals del català.
En la majoria de dialectes del català el passat perifràstic ha substituït, en la llengua oral, el passat simple, propi del català clàssic (jo cantí, tu cantares, ell cantà...). El passat simple només es conserva en la zona del valencià central, en zones del valencià alacantí i a Eivissa.
| persona    | 1a conjugació       | 2a conjugació        | 3a conjugació        |
| ---------- | ------------------- | -------------------- | -------------------- |
| jo         | vaig jugar          | vaig perdre          | vaig servir          |
| tu         | vas (o vares) jugar | vas (o vares) perdre | vas (o vares) servir |
| ell/ella   | va jugar            | va perdre            | va servir            |
| nosaltres  | vam (o vàrem) jugar | vam (o vàrem) perdre | vam (o vàrem) servir |
| vosaltres  | vau (o vàreu) jugar | vau (o vàreu) perdre | vau (o vàreu) servir |
| ells/elles | van (o varen) jugar | van (o varen) perdre | van (o varen) servir |

## Els valors del passat perifràstic
El passat perifràstic es fa servir per a referir-se a un fet o una acció realitzats en un moment del passat i dins d'un període temporal que ja s'ha donat per acabat.
El lladre va entrar a casa nostra però no es va endur res de valor sentimental.
El temps és una característica del català atès que cap altra llengua neollatina posseeix un passat perifràstic. El perifràstic es construeix a partir del verb anar que actua com a auxiliar. El verb d'acció queda en infinitiu. La combinació dels dos dona valor temporal per a expressar una acció passada que ja s'ha donat per acabada. Té exactament el mateix valor i sentit que el passat simple.
De fet, malgrat que tots dos tinguin el mateix valor, per tant, aquest ús, en llengua parlada, escrita i oral, el passat simple ha deixat d'utilitzar-se en la majoria dels dialectes, on ha sigut substituït pel passat perifràstic. En canvi, altres dialectes com el valencià central, l'eivissenc i l'alacantí el mantenen.
Un text en perifràstic es considera més planer, i per això, tant en la llengua escrita com en l'oral, el passat simple s'utilitza. El seu ús queda reglat a narracions literàries o a descripcions enciclopèdiques. Això li dona un caràcter erudit i per aquest motiu s'acostuma a reservar per al camp de la poesia, etc.
L'home sentí una veu.
Era -digué- veu del Senyor,
Se sotmeté a la demanda
i portà el fill a l'holocaust.
 (Josep Enric Dallerès, Vuitanta-dos dies d'octubre)
En alguns manuals d'estil es desaconsella l'ús del perifràstic i el passat simple en un mateix text, tot i que no es considera un error gramatical i altres fonts fins i tot recomanen l'alternança per qüestions d'estil.
A l'àmbit lingüístic català, o sigui, en els territoris de parla catalana, es fa servir majoritàriament el perifràstic en lloc del passat simple. En canvi, en el territori valencià és d'ús comú emprar el passat simple en comptes del perifràstic en tots els contextos, és a dir, parlats i escrits, formals o informals. Aquest punt, però, té alguns matisos perquè fins i tot en aquests casos, el perifràstic ha pres cada volta més rellevància i avui es tendeix a abandonar el passat simple i anterior.

## Formació del passat perifràstic

### Els pronoms personals
Els morfemes de persona són els que relacionen el verb amb una persona gramatical, generalment representada pels pronoms personals que l'acompanyen.
Ell canvia de texans tots els dies.
En català, els pronoms personals o morfemes de persona no són necessaris perquè la flexió verbal ja indica el gènere i el nombre. Per aquest motiu se solen elidir ben sovint, en llengua parlada com escrita. Tot i això, en cas de necessitar posar èmfasi o donar més rellevància a la persona gramatical, hom acostuma a no dispensar-los.
Jo jugo piano totes les tardes. -> Jugo piano totes les tardes. 
Ella té classes de piano totes les tardes. -> Té classes de piano totes les tardes.
Els pronoms personals en català són els següents:
| Pronom personal | Persona | Nombre   |
| --------------- | ------- | -------- |
| Jo              | 1a      | singular |
| Tu              | 2a      | singular |
| Ell / Ella      | 3a      | singular |
| Nosaltres       | 1a      | plural   |
| Vosaltres       | 2a      | plural   |
| Ells / Elles    | 3a      | plural   |

En particular, la segona persona, en català, posseeix tres graus de tractament els quals fan variar el verb. A la pràctica, és a dir, en llengua parlada, els tractaments no formals són d'ús molt recurrent i habitual mentre que es dona preferència a les formes formals en l'escrit. I encara dins la llengua escrita, s'acostuma a prioritzar en administració les formes en "vós" perquè permet no distingir el gènere.
| Pronom personal | Verb                    | Exemple                                                         |
| --------------- | ----------------------- | --------------------------------------------------------------- |
| Tu              | 2a singular             | Portes un jersei nou!                                           |
| Vostè / Vostès  | 3a singular / 3a plural | Faci'm el favor... / Ens podrien confirmar la seua assistència? |
| Vós             | 2a plural               | Ompliu els requadres en blanc amb la forma correcta             |

### Les conjugacions
El català és una llengua flexionada de forma que els verbs presenten un lexema verbal (o arrel) que expressa el contingut lèxic del verb i es repeteix en totes les formes dels verbs regulars. Els morfemes verbals, en canvi, presenten variació, ja que expressen, en una mateixa desinència, el nombre, la persona, el temps i el mode.
| Verb        | Lexema verbal | Morfema verbal |
| ----------- | ------------- | -------------- |
| estudio     | estudi-       | -o             |
| descobreixo | descobr-      | -eixo          |
| perdo       | perd-         | -o             |

En conseqüència, els verbs es conjuguen en funció de les seves conjugacions o morfemes verbals d'arrel.
- Verbs acabats en -AR (1a conjugació)
- Verbs acabats en -ER o -RE (2a conjugació)
- Verbs acabats en -IR (3a conjugació)

Els verbs de la tercera conjugació poden ser purs o incoatius. Els verbs purs són els que segueixen el model regular de conjugació mentre que els incoatius afegeixen l'increment -eix o -ix segons la variant dialectal entre el lexema verbal i la terminació de la primera, segona, tercera persones del singular i la tercera del plural.
Obro la porta (pur)
Floreixen les flors del jardí (incoatiu)
Finalment, els verbs dur i dir són considerats verb de la segona conjugació, és a dir, es conjuguen segons el model regular de la segona conjugació, tot i presentar lexemes verbals irregulars.

### Construcció del passat perifràstic

#### Els verbs regulars
La construcció regular del passat perifràstic es fa amb l'ajuda del verb "anar" que s'utilitza com a auxiliar. És a dir, és un verb "ajuda" que ens permet construir el valor que posseeix el perifràstic. D'aquesta manera, es conjuga en primer lloc el verb anar al Present de l'Indicatiu. Tot seguit, s'afegeix a aquesta estructura el verb d'acció sense conjugar.
| Persona      | Anar          |   | Verb  |
| ------------ | ------------- | - | ----- |
| Jo           | vaig          |   | jugar |
| Tu           | vas (o vares) |   | jugar |
| Ell / Ella   | va            | + | jugar |
| Nosaltres    | vam (o vàrem) |   | jugar |
| Vosaltres    | vau (o vàreu) |   | jugar |
| Ells / Elles | van (o varen) |   | jugar |

El resultat final dona la regularitat següent:
| Persona      | Jugar      | Perdre      | Servir      |
| ------------ | ---------- | ----------- | ----------- |
| Jo           | vaig jugar | vaig perdre | vaig servir |
| Tu           | vas jugar  | vas perdre  | vas servir  |
| Ell / Ella   | va jugar   | va perdre   | va servir   |
| Nosaltres    | vam jugar  | vam perdre  | vam servir  |
| Vosaltres    | vau jugar  | vau perdre  | vau servir  |
| Ells / Elles | van jugar  | van perdre  | van servir  |

#### Els verbs irregulars
La irregularitat pròpiament dita la presenta el mateix auxiliar, és a dir, el verb anar que no es conjuga segons les regles regulars del Present de l'Indicatiu. De fet, es pot considerar els temps perifràstics com els més fàcils d'aprendre perquè el verb d'acció no es conjuga i queda a l'infinitiu.
Els infinitius són tots regulars malgrat que s'accepta doble infinitiu per als verbs següents:
- valer (valdre)
- caler (caldre)
- caber (cabre)